# Campeonato Mundial de Balonmano Masculino de 2031
El XXXII Campeonato Mundial de Balonmano Masculino se celebrará conjuntamente en Dinamarca, Islandia y Noruega en el año 2031 bajo la organización de la Federación Internacional de Balonmano (IHF), la Federación Danesa de Balonmano, la Federación Islandesa de Balonmano y la Federación Noruega de Balonmano.

## Clasificación
| Competición                      | Fecha | Sede               | Plazas | Equipos clasificados       |
| -------------------------------- | ----- | ------------------ | ------ | -------------------------- |
| País anfitrión                   | —     | —                  | 3      | Dinamarca Islandia Noruega |
| Campeonato Mundial               |       | Francia · Alemania |        |                            |
| Campeonato Africano              |       |                    |        |                            |
| Campeonato Europeo               |       |                    |        |                            |
| Campeonato Asiático              |       |                    |        |                            |
| Proceso europeo de clasificación |       | —                  |        |                            |
| Campeonato Panamericano          |       |                    |        |                            |
| TOTAL                            |       |                    | 32     | 3                          |